# Tero Mäntylä
Tero Mäntylä (* 18. dubna 1991 Seinäjoki, Finsko) je finský fotbalový obránce a reprezentant, momentálně hráč klubu Aalesunds FK.

## Klubová kariéra
Po vypršení kontraktu s FC Inter Turku podepsal v roce 2012 smlouvu na 2½ roku s bulharským klubem Ludogorec Razgrad. S ním získal tituly v nejvyšší bulharské lize (sezóny 2011/12, 2012/13, 2013/14) a triumfy v bulharském fotbalovém poháru (2011/12, 2013/14) i bulharském Superpoháru (2012).
V prvním zápase druhého předkola Ligy mistrů UEFA 2013/14 17. července 2013 proti slovenskému celku ŠK Slovan Bratislava využil ve druhém poločase za bezbrankového stavu chyby brankáře Matúše Putnockého, jemuž vypadla střela z dálky z rukou. Mäntylä ji pohotově dopravil do sítě, Slovanu se ale povedl obrat a Ludogorec Razgrad porazil 2:1.

## Reprezentační kariéra
Mäntylä působil v letech 2010–2012 ve finském reprezentačním výběru v kategorii do 21 let.
V A-mužstvu Finska debutoval v přátelském utkání s Českou republikou, které se odehrálo 21. května 2014 v Helsinkách (remíza 2:2).